# Batalha de Puebla
A Batalha de Puebla (em castelhano: Batalla de Puebla; em francês: Bataille de Puebla), também conhecida como Batalha do 5 de Maio (em castelhano: Batalla del 5 de Mayo), ocorreu em 5 de maio de 1862, próximo a Puebla de los Ángeles, durante a Segunda Intervenção Francesa no México. Tropas francesas sob o comando de Charles de Lorencez falharam repetidamente em tomar os fortes de Loreto e Guadalupe, situados no topo das colinas que dominam a cidade de Puebla, e eventualmente recuaram para Orizaba para aguardar reforços. Lorencez foi destituído do comando, e as tropas francesas sob Élie Frédéric Forey posteriormente tomariam a cidade. No entanto, a vitória mexicana contra uma força mais bem equipada serviu de inspiração patriótica aos mexicanos.
O aniversário da vitória é comemorado principalmente no estado mexicano de Puebla, onde a data é celebrada como El Día de la Batalla de Puebla (em português: Dia da Batalha de Puebla). Há algum reconhecimento limitado da data em outras partes do país. Nos Estados Unidos, o Cinco de Maio evoluiu para uma celebração da herança mexicana.

## Contexto

### A Expedição Tripartite
A intervenção francesa no México, inicialmente apoiada pelo Reino Unido e pela Espanha, foi uma consequência da imposição, por parte do presidente mexicano Benito Juárez, de uma moratória de dois anos no pagamento de juros de empréstimos, a partir de julho de 1861, aos credores franceses, britânicos e espanhóis.
Em 14 de dezembro de 1861, uma frota espanhola chegou e tomou posse do porto de Veracruz. A cidade foi ocupada em 17 de dezembro. Forças francesas e britânicas chegaram em 7 de janeiro de 1862. Em 10 de janeiro, um manifesto foi emitido pelo general espanhol Juan Prim, desmentindo rumores de que os aliados pretendiam conquistar ou impor um novo governo. Foi enfatizado que as três potências desejavam apenas negociar suas reivindicações por danos.
Em 14 de janeiro de 1862, um relatório de reivindicações foi apresentado ao governo da Cidade do México. O ministro das Relações Exteriores Manuel Doblado convidou os comissários a viajarem até Orizaba com dois mil de seus próprios soldados para uma conferência, solicitando que o restante das forças da expedição desembarcasse em Veracruz. A proposta foi rejeitada, mas as negociações resultaram em um acordo, ratificado em 23 de janeiro, para mover as forças para o interior e realizar uma conferência em Orizaba. O acordo também reconheceu oficialmente o governo de Juárez, juntamente com a soberania mexicana.

### Início da invasão francesa
Em 9 de abril de 1862, os acordos de Orizaba entre os aliados se romperam, pois ficou claro que a França pretendia invadir o México e interferir em seu governo, violando tratados anteriores. Os britânicos informaram ao governo mexicano que se retirariam do país e um acordo foi feito com o governo britânico para resolver suas reivindicações. Em 11 de abril, o ministro Doblado notificou ao governo francês que suas intenções levariam à guerra.
Alguns oficiais mexicanos simpatizavam com os franceses desde o início da intervenção. Em 16 de abril de 1862, os franceses emitiram uma proclamação convidando os mexicanos a se juntarem à formação de um novo governo. Em 17 de abril, o general mexicano Juan Almonte, ex-ministro do governo conservador durante a Guerra da Reforma, e trazido de volta ao México pelos franceses, publicou seu próprio manifesto assegurando ao povo mexicano as boas intenções dos franceses.
Os franceses derrotaram uma pequena força mexicana em Escamela e capturaram Orizaba. Os generais mexicanos Porfirio Díaz e Ignacio Zaragoza recuaram para "El Ingenio", dirigindo-se em seguida para Puebla.
O general Charles de Lorencez liderou 6 mil soldados franceses para atacar Puebla de Los Ángeles em maio de 1862, convencido de que a França venceria rapidamente a guerra no México. Juárez reuniu um grupo de soldados leais em sua nova base no norte e os enviou para Puebla. Reino Unido e Espanha negociaram com o México antes de se retirarem, mas a França de Napoleão III decidiu aproveitar a oportunidade para estabelecer um império no México.
Almonte tentou consolidar o movimento pró-França no México. A cidade de Orizaba aderiu a ele, bem como o porto de Veracruz e Isla del Carmen. Coronel Gonzales, Manuel Castellanos, Desiderio Samaniego, Padre Miranda, Haro Tamariz e o general Antonio Taboada chegaram a Orizaba para apoiar Almonte. Em 28 de abril de 1862, forças francesas marcharam rumo a Puebla.

## Prólogo
Em 2 de maio, o exército francês e as tropas mexicanas sob Antonio Taboada chegaram a Amozoc, e no dia 4 montaram acampamento à vista de Puebla. Lorencez pretendia tomar imediatamente os fortes de Loreto e Guadalupe, cuja posse lhe garantiria o controle da cidade. Juan Almonte e Antonio de Haro y Tamariz haviam aconselhado Lorencez a atacar o pomar do Convento del Carmen, em frente às colinas fortificadas de Guadalupe e Loreto, o que não foi feito. Eles também haviam sugerido anteriormente a Lorencez que contornasse Puebla e marchasse diretamente até a capital.
O historiador mexicano Francisco Bulnes observou que Lorencez não dispunha de homens suficientes para sitiar a cidade, nem de artilharia para conquistá-la por intimidação, nem de recursos para capturá-la por assaltos graduais, podendo apenas tentar uma investida arriscada, com poucas chances de sucesso.
O Exército Republicano Mexicano chegou a Puebla em 3 de maio. No dia 4, a divisão de Arteaga, agora sob o comando do general Miguel Negrete, ocupou os fortes de Guadalupe e Loreto. O restante das forças se instalou na cidade.

## Batalha

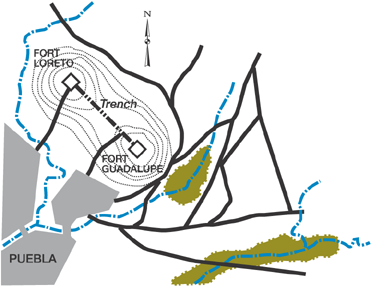
Mapa do terreno da batalha

Às onze e meia da manhã, Lorencez organizou uma coluna de ataque formada por dois batalhões de zuavos, uma bateria comandada pelo capitão Bernard e quatro peças de artilharia de marinha do capitão Mallat. O regimento de infantaria e os fuzileiros navais formaram a reserva, junto a uma peça de montanha. Eles protegiam a retaguarda das colunas, ameaçadas pela cavalaria mexicana à direita. Para conter uma força mexicana que ameaçava à esquerda, L’Heriller foi incumbido de proteger o comboio com quatro batalhões de infantaria, posicionados estrategicamente. A cavalaria deveria colocar-se entre o comboio e as colunas, que aguardavam a ordem de ataque.
Os dois batalhões de zuavos deixaram suas mochilas ao pé da colina e começaram a subida marchando em colunas por divisão, transportando dez peças de artilharia a cavalo. Seguiram à direita em direção ao Forte de Guadalupe. De acordo com um relatório telegráfico do general Zaragoza ao governo central, os combates iniciaram ao meio-dia.
Zaragoza, ao perceber que o ataque seria direto aos fortes, alterou sua estratégia e ordenou o reforço das defesas de Loreto e Guadalupe. A divisão francesa avançou e, ao alcançar o Forte Guadalupe, posicionou sua artilharia para bombardear os fortes. Após duas horas de bombardeio, uma coluna precedida por atiradores avançou sobre Guadalupe pelo lado norte. Felipe Berriozábal foi encarregado de reforçar os morros.

## Consequências
A Batalha de Puebla foi um evento inspirador para o México durante a guerra e revelou-se uma surpresa para o mundo, que em sua maioria esperava uma rápida vitória das armas francesas. A vitória encheu o governo de Benito Juárez de esperanças. Zaragoza recebeu os agradecimentos do congresso e foi condecorado com uma espada. O nome da cidade Puebla de los Ángeles foi alterado para Puebla de Zaragoza. Honrarias e recompensas foram decretadas aos oficiais e soldados que participaram da ação. Zaragoza enviou ao governo as medalhas e condecorações tomadas no campo de batalha, bem como as dos prisioneiros, mas o presidente Juárez devolveu-as juntamente com os prisioneiros de guerra franceses. O general Zaragoza morreria apenas quatro meses após a vitória, vítima de febre tifoide. Um decreto de Benito Juárez estabeleceu o Cinco de Maio como feriado anual nacional.
Apesar de já contar com alguns colaboradores, os franceses atribuíram sua derrota em Puebla à falta de apoio mais amplo do Partido Conservador. Apenas dois dias após a batalha, o general mexicano Taboada, que havia colaborado com os franceses durante o combate, escreveu ao seu amigo liberal, Tomás O'Horán, convidando-o a juntar-se aos franceses, alegando que desejavam estabelecer um governo estável e trariam ordem ao país.
O'Horan recusou a proposta e chegou a lutar contra o Cerco de Puebla, empreendido pelos franceses no ano seguinte. No entanto, ele eventualmente desertaria para juntar-se às forças do Segundo Império Mexicano.
Com sua derrota em Puebla, os franceses recuaram para se reorganizar. A invasão foi retomada após Napoleão III enviar reforços e destituir o general Lorencez. A França acabaria por vencer a Segunda Batalha de Puebla em 17 de maio de 1863 e avançaria até a Cidade do México. Com a queda da capital, o governo de Juárez foi forçado ao exílio no norte do país.
Com apoio francês, foi estabelecido o Segundo Império Mexicano, com o Habsburgo Arquiduque Maximiliano como imperador.
O general Porfirio Díaz, que desempenhou papel notável na batalha, continuou a se destacar como um dos principais comandantes liberais durante a intervenção francesa, chegando a escapar após ser capturado. Após o fim da intervenção e a queda do império, ele tentou derrubar o governo de Benito Juárez, tornando-se mais tarde Presidente do México em 1876.

## Celebração
Em 9 de maio de 1862, o presidente Juárez declarou que o aniversário da Batalha de Puebla seria feriado nacional, o Cinco de Maio não é o dia nacional do México, como muitos acreditam nos Estados Unidos. A principal data cívica nacional do México é o Dia da Independência, comemorado em 16 de setembro, em memória do chamado à luta que deu início à Guerra da Independência do México em 1810. O México também celebra a consumação da independência, ocorrida em 27 de setembro de 1821.
O Cinco de Maio é uma data comemorativa entre os hispânicos, celebrada em 5 de maio para lembrar a vitória mexicana sobre o Segundo Império Francês na Batalha de Puebla em 1862, sob o comando do general Ignacio Zaragoza, nascido no Texas. A moral mexicana foi elevada com a vitória de uma força menor e menos equipada contra um exército francês mais numeroso e melhor armado, que incluía 500 tejanos.
Desde a década de 1930, uma reencenação histórica da Batalha de Puebla é realizada anualmente no Peñón de los Baños, um afloramento rochoso próximo ao Aeroporto Internacional da Cidade do México.
Poucos sabem que a "Batalha de Puebla" é celebrada tanto quanto — ou até mais — nos Estados Unidos do que no próprio México. Para alguns, é uma forma de os mexicano-americanos demonstrarem patriotismo por suas raízes e tradições, embora a data tenha sido ofuscada por eventos como o 16 de setembro, o Dia da Independência do México. O Cinco de Maio tornou-se popular nos Estados Unidos nos anos 1960, quando ativistas chicanos procuravam uma forma de celebrar sua herança. Atualmente, as maiores festividades do Cinco de Maio ocorrem em cidades americanas com grandes populações hispânicas, como Los Angeles, Houston e San Antonio. É um equívoco comum entre estrangeiros pensar que o Cinco de Maio marca a independência do México, quando na verdade essa data ocorreu cerca de 50 anos antes da Batalha de Puebla.

Em 1863, os americanos começaram a celebrar o feriado como demonstração de apoio ao México contra os franceses. Críticos observaram que muitas das celebrações americanas perpetuavam estereótipos negativos sobre os mexicanos e promoviam o consumo excessivo de álcool. O entusiasmo pelo feriado só ganhou maior aderência quando passou a ser associado à promoção de bebidas alcoólicas mexicanas.